# Дафніс (міфологія)

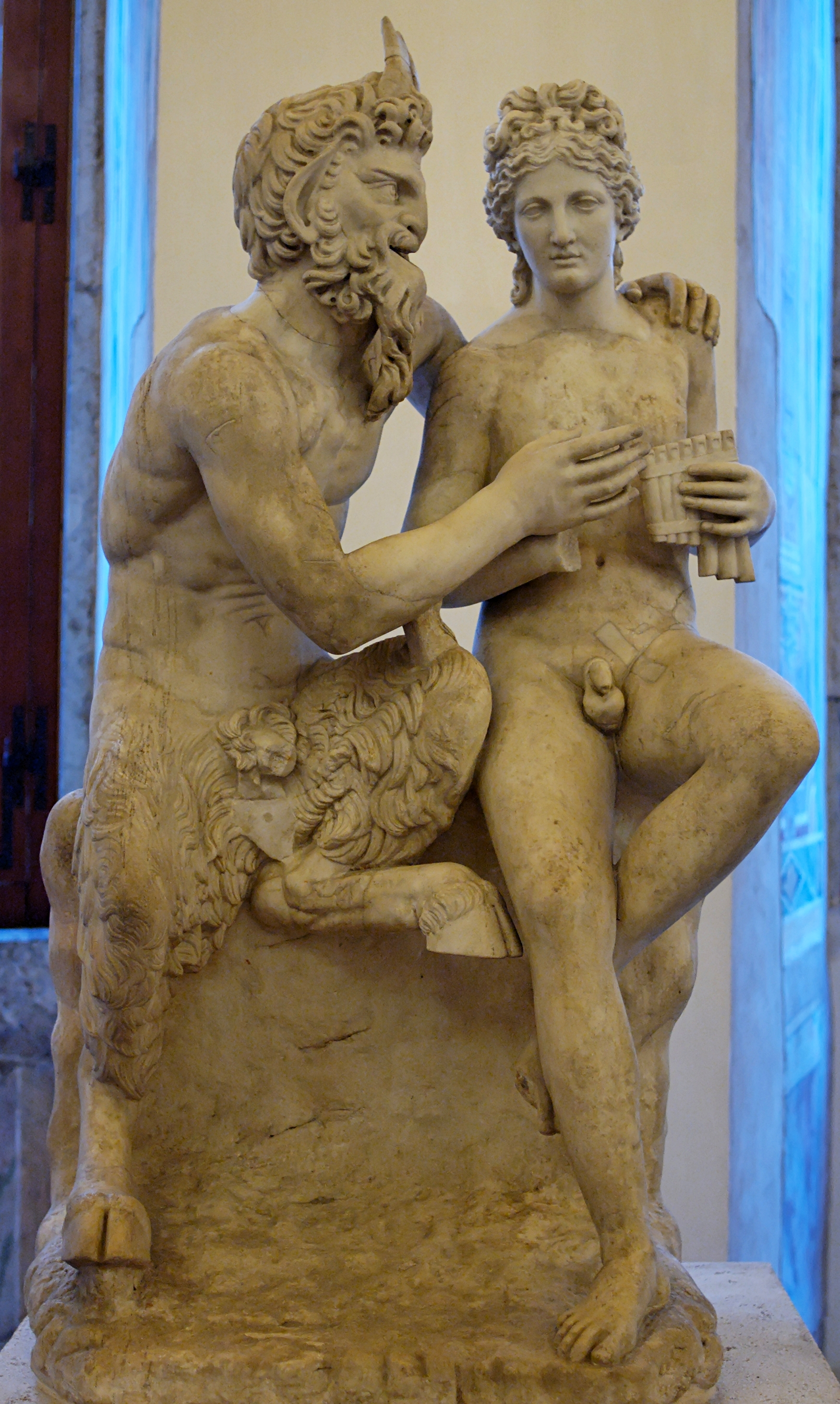
Пан навчає грі на сопілці юного Дафніса

Да́фніс (грец. Δαφνίς) — в давньогрецькій міфології син Гермеса й ніфми, що народився в лавровому гаї, звідки й дістав ім'я (грец. daphnē — лавр). У переносному значенні Дафніс — прекрасний юнак.
На честь Дафніса названо один із супутників Сатурна.

## Міф про Дафніса
Вихований німфами, Дафніс пас худобу біля підніжжя Етни на Сицилії і водночас учився в Пана гри на сопілці і поезії — у муз. Надзвичайна врода Дафніса приваблювала богинь, німф і смертних жінок. Існують різні версії про його смерть. За однією, Дафніс поклявся бути вірним німфі Номії, проте зламав присягу і покохав доньку сицилійського царя; розгнівана Номія осліпила його. Сліпий Дафніс востаннє заспівав сумної пісні й кинувся зі скелі; на місці, де він упав, заструменіло однойменне джерело, а Гермес забрав тіло юнака на небо. Пізніша версія розповідає, що Дафніса згубила Афродіта за те, що він згордував коханням жінки, яку послала богиня.
Міф про Дафніса надихав античних митців і поетів (Теокріт, Вергілій та ін.). Дафніс вважався також творцем буколічної поезії. У новішій європейській літературі міф про Дафніса використовувався здебільшого в пасторальній поезії та драматургії XVII—XVIII ст. Він став основою опер А. Скарлатті, К.- В. Глюка, балету М. Равеля «Дафніс і Хлоя».